# Cher/Auszeichnungen für Musikverkäufe

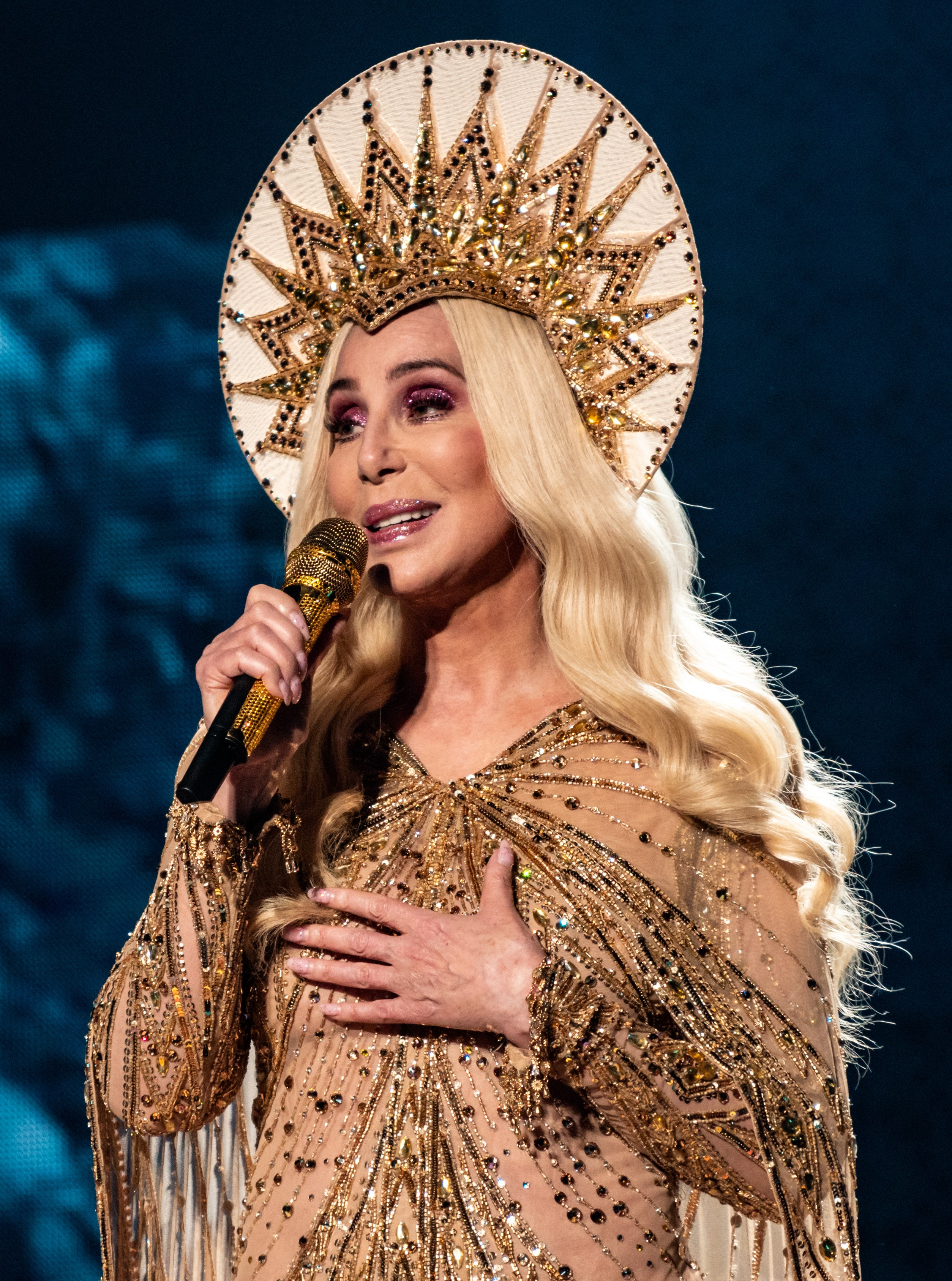
Cher (2019)

Dies ist eine Übersicht über die Auszeichnungen für Musikverkäufe der US-amerikanischen Pop-Sängerin Cher. Den Quellenangaben zufolge konnte sie bisher mehr als 100 Millionen Tonträger verkaufen, damit gehört sie zu den erfolgreichsten Musikerinnen aller Zeiten. Die Auszeichnungen finden sich nach ihrer Art (Gold, Platin usw.), nach Staaten getrennt in chronologischer Reihenfolge, geordnet sowie nach den Tonträgern selbst, ebenfalls in chronologischer Reihenfolge, getrennt nach Medium (Alben, Singles usw.), wieder.

## Auszeichnungen
| - Frankreich - 1990: für die Single The Shoop Shoop Song (It’s in His Kiss) - Portugal - 2004: für das Videoalbum Cher: The Farewell Tour - Vereinigtes Königreich - 1991: für das Album Mermaids - 1995: für die Single Love Can Build a Bridge - 2018: für das Album Closer to the Truth - 2018: für das Album Dancing Queen - 2019: für das Album Icon - 2019: für das Album Gold - 2020: für die Single Walking in Memphis - 2022: für die Single Gypsys, Tramps & Thieves - 2023: für die Single Just Like Jesse James - 2023: für die Single Fernando - 2024: für das Lied Super Trouper - Argentinien - 1999: für das Album The Greatest Hits - Australien - für das Album Cher - 1990: für die Single Just Like Jesse James - 1999: für die Single Strong Enough - Belgien - 1999: für das Album The Greatest Hits - Brasilien - 2000: für das Album Believe - Chile - 2000: für das Album Believe - Dänemark - 2016: für das Album Living Proof - 2016: für das Album The Very Best of Cher - 2021: für die Single If I Could Turn Back Time - 2023: für die Single The Shoop Shoop Song (It’s in His Kiss) - Deutschland - 1992: für die Single The Shoop Shoop Song (It’s in His Kiss) - 1994: für das Album Greatest Hits: 1965–1992 - 1999: für die Single Strong Enough - 2001: für das Album Living Proof - 2004: für das Videoalbum Cher: The Farewell Tour - 2023: für das Album Burlesque - Finnland - 1999: für das Album Believe - 1999: für das Album The Greatest Hits - Frankreich - 1999: für die Single Strong Enough - 2000: für das Album The Greatest Hits - Griechenland - 2000: für das Album Believe - Hongkong - 2000: für das Album Believe - Israel - 2000: für das Album Believe - Italien - 2019: für die Single Believe - Japan - 1999: für das Album Believe - 2011: für das Album Burlesque - Kanada - 1991: für das Album Mermaids - 2011: für das Album Burlesque - 2013: für das Album Closer to the Truth - 2019: für das Album Dancing Queen - Kolumbien - 2000: für das Album Believe - Malaysia - 2000: für das Album Believe - Neuseeland - 1991: für die Single The Shoop Shoop Song (It’s in His Kiss) - 2023: für die Single Just Like Jesse James - Norwegen - 1991: für das Album Love Hurts - 1994: für das Album Greatest Hits: 1965–1992 - Österreich - 1991: für die Single The Shoop Shoop Song (It’s in His Kiss) - 1993: für das Album Greatest Hits: 1965–1992 - Schweden - 1990: für das Album Heart of Stone - 2001: für das Album Living Proof - 2006: für das Videoalbum Cher: The Farewell Tour - Schweiz - 1993: für das Album Greatest Hits: 1965–1992 - 2001: für das Album Living Proof - Singapur - 2000: für das Album Believe - Taiwan - 2000: für das Album Believe - Tschechien - 2000: für das Album Believe - Thailand - 2000: für das Album Believe - Ungarn - 2000: für das Album The Greatest Hits - Vereinigte Staaten - 1971: für die Single Gypsys, Tramps & Thieves - 1972: für das Album Cher (1966)/Gypsys, Tramps & Thieves - 1973: für die Single Half-Breed - 1974: für das Album Half-Breed - 1974: für die Single Dark Lady - 1979: für die Single Take Me Home - 1979: für das Album Take Me Home - 1989: für die Single After All - 1989: für die Single If I Could Turn Back Time - 1991: für das Album Love Hurts - 2000: für das Album If I Could Turn Back Time: Cher’s Greatest Hits - 2002: für das Album Living Proof - 2011: für das Album Burlesque - Vereinigtes Königreich - 1988: für das Album Cher - 1991: für die Single The Shoop Shoop Song (It’s in His Kiss) - 1995: für das Album It’s a Man’s World - 2002: für das Album Living Proof - 2003: für das Album The Very Best of Cher - 2021: für die Single Strong Enough - 2022: für das Album Burlesque - 2024: für die Single Dead Ringer for Love | - Mexiko - 1999: für das Album Believe - Argentinien - 1999: für das Album Believe - 1999: für das Videoalbum Live in Concert - Australien - 1991: für die Single The Shoop Shoop Song (It’s in His Kiss) - 1991: für das Album Love Hurts - 2008: für das Videoalbum The Very Best of Cher: The Video Hits Collection - 2015: für das Album Burlesque - Belgien - 1998: für das Album Believe - 1999: für die Single Strong Enough - Brasilien - 2004: für das Videoalbum Cher: The Farewell Tour - Dänemark - 2023: für die Single Believe - Deutschland - 1996: für das Album Love Hurts - 1999: für das Album The Greatest Hits - Europa - 1992: für das Album Love Hurts - Frankreich - 1999: für das Album Believe - Indonesien - 2000: für das Album Believe - Kanada - 1991: für das Album Love Hurts - 2000: für das Album The Greatest Hits - 2004: für das Album The Very Best of Cher - Neuseeland - 1989: für das Album Heart of Stone - 1992: für das Album Love Hurts - 1999: für das Album The Greatest Hits - 2005: für das Videoalbum Cher: The Farewell Tour - 2021: für die Single If I Could Turn Back Time - 2022: für das Album Burlesque - Niederlande - 1998: für die Single Believe - 2000: für das Album Believe - 2000: für das Album The Greatest Hits - Norwegen - 1999: für das Album Believe - Österreich - 1991: für das Album Love Hurts - 1998: für die Single Believe - 1998: für das Album Believe - 1999: für das Album The Greatest Hits - Polen - 1999: für das Album Believe - Schweden - 1991: für das Album Love Hurts - 1994: für das Album Greatest Hits: 1965–1992 - 2003: für das Album The Very Best of Cher - Schweiz - 1991: für das Album Love Hurts - 1998: für die Single Believe - 1999: für das Album The Greatest Hits - Spanien - 2000: für das Album The Greatest Hits - 2001: für das Album Living Proof - 2023: für die Single Believe - Südkorea - 2000: für das Album Believe - Ungarn - 2000: für das Album Believe - Vereinigte Staaten - 1992: für das Album Cher (1987) - 1999: für die Single Believe - 2005: für das Videoalbum The Very Best of Cher: The Video Hits Collection - Vereinigtes Königreich - 1990: für das Album Heart of Stone - 2013: für das Videoalbum Cher: The Farewell Tour - 2013: für das Videoalbum Live in Concert - 2022: für die Single If I Could Turn Back Time | - Australien - 1990: für die Single If I Could Turn Back Time - 2000: für das Album Believe - 2004: für das Album The Very Best of Cher - 2004: für das Videoalbum Live in Concert - Deutschland - 1999: für das Album Believe - Europa - 1999: für das Album The Greatest Hits - Neuseeland - 1998: für das Album Believe - 2024: für die Single Believe - Norwegen - 1999: für die Single Believe - Portugal - 2000: für das Album Believe - Schweden - 2000: für das Album The Greatest Hits - Schweiz - 1999: für das Album Believe - Südafrika - 2000: für das Album Believe - Vereinigte Staaten - 2003: für das Album The Very Best of Cher - Vereinigtes Königreich - 1999: für das Album Believe - 2000: für das Album The Greatest Hits - Deutschland - 2004: für die Single Believe - Australien - 1999: für die Single Believe - 2000: für das Album The Greatest Hits - Belgien - 1999: für die Single Believe - Irland - 2000: für das Album Believe - Italien - 2000: für das Album Believe - Schweden - 1999: für die Single Believe - 2000: für das Album Believe - Türkei - 2000: für das Album Believe - Vereinigte Staaten - 1998: für das Album Heart of Stone - 2005: für das Videoalbum Cher: The Farewell Tour - Vereinigtes Königreich - 1992: für das Album Love Hurts - 1993: für das Album Greatest Hits: 1965–1992 - Australien - 1990: für das Album Heart of Stone - Europa - 1999: für das Album Believe - Kanada - 1990: für das Album Heart of Stone - Neuseeland - 1992: für das Album Greatest Hits: 1965–1992 - Spanien - 1999: für das Album Believe - Vereinigte Staaten - 1999: für das Album Believe - Dänemark - 2016: für das Album The Greatest Hits - Vereinigtes Königreich - 2025: für die Single Believe - Kanada - 1999: für das Album Believe - Dänemark - 2016: für das Album Believe - Australien - für das Videoalbum Cher: The Farewell Tour - Frankreich - 1999: für die Single Believe |

## Auszeichnungen nach Alben

### Cher (1966)/Gypsys, Tramps & Thieves
| Land/Region               | Auszeichnungen für Musikverkäufe (Land/Region, Auszeichnung, Verkäufe) | Verkäufe |
| ------------------------- | ---------------------------------------------------------------------- | -------- |
| Vereinigte Staaten (RIAA) | Gold                                                                   | 500.000  |
| Insgesamt                 | 1× Gold ·                                                              | 500.000  |

### Half-Breed
| Land/Region               | Auszeichnungen für Musikverkäufe (Land/Region, Auszeichnung, Verkäufe) | Verkäufe |
| ------------------------- | ---------------------------------------------------------------------- | -------- |
| Vereinigte Staaten (RIAA) | Gold                                                                   | 500.000  |
| Insgesamt                 | 1× Gold ·                                                              | 500.000  |

### Take Me Home
| Land/Region               | Auszeichnungen für Musikverkäufe (Land/Region, Auszeichnung, Verkäufe) | Verkäufe |
| ------------------------- | ---------------------------------------------------------------------- | -------- |
| Vereinigte Staaten (RIAA) | Gold                                                                   | 500.000  |
| Insgesamt                 | 1× Gold ·                                                              | 500.000  |

### Cher (1987)
| Land/Region                  | Auszeichnungen für Musikverkäufe (Land/Region, Auszeichnung, Verkäufe) | Verkäufe  |
| ---------------------------- | ---------------------------------------------------------------------- | --------- |
| Australien (ARIA)            | Gold                                                                   | 35.000    |
| Vereinigte Staaten (RIAA)    | Platin                                                                 | 1.000.000 |
| Vereinigtes Königreich (BPI) | Gold                                                                   | 100.000   |
| Insgesamt                    | 2× Gold · 1× Platin ·                                                  | 1.135.000 |

### Heart of Stone
| Land/Region                  | Auszeichnungen für Musikverkäufe (Land/Region, Auszeichnung, Verkäufe) | Verkäufe  |
| ---------------------------- | ---------------------------------------------------------------------- | --------- |
| Australien (ARIA)            | 4× Platin                                                              | 280.000   |
| Kanada (MC)                  | 4× Platin                                                              | 400.000   |
| Neuseeland (RMNZ)            | Platin                                                                 | 15.000    |
| Schweden (IFPI)              | Gold                                                                   | 50.000    |
| Vereinigte Staaten (RIAA)    | 3× Platin                                                              | 3.000.000 |
| Vereinigtes Königreich (BPI) | Platin                                                                 | 300.000   |
| Insgesamt                    | 1× Gold · 13× Platin ·                                                 | 4.025.000 |

### Mermaids
| Land/Region                  | Auszeichnungen für Musikverkäufe (Land/Region, Auszeichnung, Verkäufe) | Verkäufe |
| ---------------------------- | ---------------------------------------------------------------------- | -------- |
| Kanada (MC)                  | Gold                                                                   | 50.000   |
| Vereinigtes Königreich (BPI) | Silber                                                                 | 60.000   |
| Insgesamt                    | 2× Silber · 1× Gold ·                                                  | 110.000  |

### Love Hurts
| Land/Region                  | Auszeichnungen für Musikverkäufe (Land/Region, Auszeichnung, Verkäufe) | Verkäufe    |
| ---------------------------- | ---------------------------------------------------------------------- | ----------- |
| Australien (ARIA)            | Platin                                                                 | 70.000      |
| Deutschland (BVMI)           | Platin                                                                 | 500.000     |
| Europa (IFPI)                | Platin                                                                 | (1.000.000) |
| Kanada (MC)                  | Platin                                                                 | 100.000     |
| Neuseeland (RMNZ)            | Platin                                                                 | 15.000      |
| Norwegen (IFPI)              | Gold                                                                   | 50.000      |
| Österreich (IFPI)            | Platin                                                                 | 50.000      |
| Schweden (IFPI)              | Platin                                                                 | 100.000     |
| Schweiz (IFPI)               | Platin                                                                 | 50.000      |
| Vereinigte Staaten (RIAA)    | Gold                                                                   | 500.000     |
| Vereinigtes Königreich (BPI) | 3× Platin                                                              | 900.000     |
| Insgesamt                    | 2× Gold · 11× Platin ·                                                 | 2.335.000   |

### Greatest Hits: 1965–1992
| Land/Region                  | Auszeichnungen für Musikverkäufe (Land/Region, Auszeichnung, Verkäufe) | Verkäufe  |
| ---------------------------- | ---------------------------------------------------------------------- | --------- |
| Deutschland (BVMI)           | Gold                                                                   | 250.000   |
| Neuseeland (RMNZ)            | 4× Platin                                                              | 60.000    |
| Norwegen (IFPI)              | Gold                                                                   | 25.000    |
| Österreich (IFPI)            | Gold                                                                   | 25.000    |
| Schweden (IFPI)              | Platin                                                                 | 100.000   |
| Schweiz (IFPI)               | Gold                                                                   | 25.000    |
| Vereinigtes Königreich (BPI) | 3× Platin                                                              | 900.000   |
| Insgesamt                    | 4× Gold · 8× Platin ·                                                  | 1.385.000 |

### It’s a Man’s World
| Land/Region                  | Auszeichnungen für Musikverkäufe (Land/Region, Auszeichnung, Verkäufe) | Verkäufe |
| ---------------------------- | ---------------------------------------------------------------------- | -------- |
| Vereinigtes Königreich (BPI) | Gold                                                                   | 100.000  |
| Insgesamt                    | 1× Gold ·                                                              | 100.000  |

### Believe
| Land/Region                  | Auszeichnungen für Musikverkäufe (Land/Region, Auszeichnung, Verkäufe) | Verkäufe    |
| ---------------------------- | ---------------------------------------------------------------------- | ----------- |
| Argentinien (CAPIF)          | Platin                                                                 | 60.000      |
| Australien (ARIA)            | 2× Platin                                                              | 140.000     |
| Belgien (BRMA)               | Platin                                                                 | (50.000)    |
| Brasilien (PMB)              | Gold                                                                   | 100.000     |
| Chile (IFPI)                 | Gold                                                                   | 15.000      |
| Dänemark (IFPI)              | 7× Platin                                                              | (140.000)   |
| Deutschland (BVMI)           | 2× Platin                                                              | (1.000.000) |
| Europa (IFPI)                | 4× Platin                                                              | 4.000.000   |
| Finnland (IFPI)              | Gold                                                                   | (32.682)    |
| Frankreich (SNEP)            | Platin                                                                 | (300.000)   |
| Griechenland (IFPI)          | Gold                                                                   | (15.000)    |
| Hongkong (IFPI/HKRIA)        | Gold                                                                   | 10.000      |
| Indonesien (ASIRI)           | Platin                                                                 | 50.000      |
| Irland (IRMA)                | 3× Platin                                                              | (45.000)    |
| Israel (IFPI)                | Gold                                                                   | 20.000      |
| Italien (FIMI)               | 3× Platin                                                              | (300.000)   |
| Japan (RIAJ)                 | Gold                                                                   | 100.000     |
| Kanada (MC)                  | 6× Platin                                                              | 600.000     |
| Kolumbien (ASINCOL)          | Gold                                                                   | 25.000      |
| Malaysia (RIM)               | Gold                                                                   | 15.000      |
| Mexiko (AMPROFON)            | 2× Gold                                                                | 200.000     |
| Neuseeland (RMNZ)            | 2× Platin                                                              | 30.000      |
| Niederlande (NVPI)           | Platin                                                                 | (80.000)    |
| Norwegen (IFPI)              | Platin                                                                 | (50.000)    |
| Österreich (IFPI)            | Platin                                                                 | (50.000)    |
| Polen (ZPAV)                 | Platin                                                                 | (100.000)   |
| Portugal (AFP)               | 2× Platin                                                              | (40.000)    |
| Schweden (IFPI)              | 3× Platin                                                              | (240.000)   |
| Schweiz (IFPI)               | 2× Platin                                                              | (100.000)   |
| Singapur (RIAS)              | Gold                                                                   | 7.500       |
| Spanien (Promusicae)         | 4× Platin                                                              | (400.000)   |
| Südafrika (RISA)             | 2× Platin                                                              | 100.000     |
| Südkorea (KMCA)              | Platin                                                                 | 30.000      |
| Taiwan (RIT)                 | Gold                                                                   | 25.000      |
| Thailand (TECA)              | Gold                                                                   | 8.000       |
| Tschechien (IFPI)            | Gold                                                                   | (25.000)    |
| Türkei (Mü-YAP)              | 3× Platin                                                              | (90.000)    |
| Ungarn (MAHASZ)              | Platin                                                                 | (20.000)    |
| Vereinigte Staaten (RIAA)    | 4× Platin                                                              | 4.000.000   |
| Vereinigtes Königreich (BPI) | 2× Platin                                                              | (700.000)   |
| Insgesamt                    | 15× Gold · 60× Platin ·                                                | 9.835.500   |

### If I Could Turn Back Time: Cher’s Greatest Hits
| Land/Region               | Auszeichnungen für Musikverkäufe (Land/Region, Auszeichnung, Verkäufe) | Verkäufe |
| ------------------------- | ---------------------------------------------------------------------- | -------- |
| Vereinigte Staaten (RIAA) | Gold                                                                   | 955.000  |
| Insgesamt                 | 1× Gold ·                                                              | 955.000  |

### The Greatest Hits
| Land/Region                  | Auszeichnungen für Musikverkäufe (Land/Region, Auszeichnung, Verkäufe) | Verkäufe  |
| ---------------------------- | ---------------------------------------------------------------------- | --------- |
| Argentinien (CAPIF)          | Gold                                                                   | 30.000    |
| Australien (ARIA)            | 3× Platin                                                              | 210.000   |
| Belgien (BRMA)               | Gold                                                                   | (25.000)  |
| Dänemark (IFPI)              | 5× Platin                                                              | (100.000) |
| Deutschland (BVMI)           | Platin                                                                 | (300.000) |
| Europa (IFPI)                | 2× Platin                                                              | 2.000.000 |
| Finnland (IFPI)              | Gold                                                                   | (37.032)  |
| Frankreich (SNEP)            | Gold                                                                   | (100.000) |
| Kanada (MC)                  | Platin                                                                 | 100.000   |
| Neuseeland (RMNZ)            | Platin                                                                 | 15.000    |
| Niederlande (NVPI)           | Platin                                                                 | (80.000)  |
| Österreich (IFPI)            | Platin                                                                 | (50.000)  |
| Schweden (IFPI)              | 2× Platin                                                              | (160.000) |
| Schweiz (IFPI)               | Platin                                                                 | (50.000)  |
| Spanien (Promusicae)         | Platin                                                                 | (100.000) |
| Ungarn (MAHASZ)              | Gold                                                                   | (25.000)  |
| Vereinigtes Königreich (BPI) | 2× Platin                                                              | (600.000) |
| Insgesamt                    | 6× Gold · 21× Platin ·                                                 | 2.355.000 |

### Living Proof
| Land/Region                  | Auszeichnungen für Musikverkäufe (Land/Region, Auszeichnung, Verkäufe) | Verkäufe |
| ---------------------------- | ---------------------------------------------------------------------- | -------- |
| Dänemark (IFPI)              | Gold                                                                   | 10.000   |
| Deutschland (BVMI)           | Gold                                                                   | 250.000  |
| Schweden (IFPI)              | Gold                                                                   | 40.000   |
| Schweiz (IFPI)               | Gold                                                                   | 25.000   |
| Spanien (Promusicae)         | Platin                                                                 | 100.000  |
| Vereinigte Staaten (RIAA)    | Gold                                                                   | 500.000  |
| Vereinigtes Königreich (BPI) | Gold                                                                   | 100.000  |
| Insgesamt                    | 6× Gold · 1× Platin ·                                                  | 925.000  |

### The Very Best of Cher
| Land/Region                  | Auszeichnungen für Musikverkäufe (Land/Region, Auszeichnung, Verkäufe) | Verkäufe  |
| ---------------------------- | ---------------------------------------------------------------------- | --------- |
| Australien (ARIA)            | 2× Platin                                                              | 140.000   |
| Dänemark (IFPI)              | Gold                                                                   | 10.000    |
| Kanada (MC)                  | Platin                                                                 | 100.000   |
| Schweden (IFPI)              | Platin                                                                 | 60.000    |
| Vereinigte Staaten (RIAA)    | 2× Platin                                                              | 2.800.000 |
| Vereinigtes Königreich (BPI) | Gold                                                                   | 100.000   |
| Insgesamt                    | 2× Gold · 6× Platin ·                                                  | 3.210.000 |

### Gold
| Land/Region                  | Auszeichnungen für Musikverkäufe (Land/Region, Auszeichnung, Verkäufe) | Verkäufe |
| ---------------------------- | ---------------------------------------------------------------------- | -------- |
| Vereinigtes Königreich (BPI) | Silber                                                                 | 60.000   |
| Insgesamt                    | 1× Silber ·                                                            | 60.000   |

### Burlesque
| Land/Region                  | Auszeichnungen für Musikverkäufe (Land/Region, Auszeichnung, Verkäufe) | Verkäufe  |
| ---------------------------- | ---------------------------------------------------------------------- | --------- |
| Australien (ARIA)            | Platin                                                                 | 70.000    |
| Deutschland (BVMI)           | Gold                                                                   | 100.000   |
| Japan (RIAJ)                 | Gold                                                                   | 100.000   |
| Kanada (MC)                  | Gold                                                                   | 40.000    |
| Neuseeland (RMNZ)            | Platin                                                                 | 15.000    |
| Vereinigte Staaten (RIAA)    | Gold                                                                   | 779.000   |
| Vereinigtes Königreich (BPI) | Gold                                                                   | 100.000   |
| Insgesamt                    | 5× Gold · 2× Platin ·                                                  | 1.204.000 |

### Icon
| Land/Region                  | Auszeichnungen für Musikverkäufe (Land/Region, Auszeichnung, Verkäufe) | Verkäufe |
| ---------------------------- | ---------------------------------------------------------------------- | -------- |
| Vereinigtes Königreich (BPI) | Silber                                                                 | 60.000   |
| Insgesamt                    | 1× Silber ·                                                            | 60.000   |

### Closer to the Truth
| Land/Region                  | Auszeichnungen für Musikverkäufe (Land/Region, Auszeichnung, Verkäufe) | Verkäufe |
| ---------------------------- | ---------------------------------------------------------------------- | -------- |
| Kanada (MC)                  | Gold                                                                   | 40.000   |
| Vereinigte Staaten (RIAA)    | —                                                                      | 285.000  |
| Vereinigtes Königreich (BPI) | Silber                                                                 | 60.000   |
| Insgesamt                    | 1× Silber · 1× Gold ·                                                  | 385.000  |

### Dancing Queen
| Land/Region                  | Auszeichnungen für Musikverkäufe (Land/Region, Auszeichnung, Verkäufe) | Verkäufe |
| ---------------------------- | ---------------------------------------------------------------------- | -------- |
| Kanada (MC)                  | Gold                                                                   | 40.000   |
| Vereinigtes Königreich (BPI) | Silber                                                                 | 60.000   |
| Insgesamt                    | 1× Silber · 1× Gold ·                                                  | 100.000  |

## Auszeichnungen nach Singles

### Gypsys, Tramps & Thieves
| Land/Region                  | Auszeichnungen für Musikverkäufe (Land/Region, Auszeichnung, Verkäufe) | Verkäufe  |
| ---------------------------- | ---------------------------------------------------------------------- | --------- |
| Vereinigte Staaten (RIAA)    | Gold                                                                   | 1.000.000 |
| Vereinigtes Königreich (BPI) | Silber                                                                 | 200.000   |
| Insgesamt                    | 1× Silber · 1× Gold ·                                                  | 1.200.000 |

### Half-Breed
| Land/Region               | Auszeichnungen für Musikverkäufe (Land/Region, Auszeichnung, Verkäufe) | Verkäufe  |
| ------------------------- | ---------------------------------------------------------------------- | --------- |
| Vereinigte Staaten (RIAA) | Gold                                                                   | 1.000.000 |
| Insgesamt                 | 1× Gold ·                                                              | 1.000.000 |

### Dark Lady
| Land/Region               | Auszeichnungen für Musikverkäufe (Land/Region, Auszeichnung, Verkäufe) | Verkäufe  |
| ------------------------- | ---------------------------------------------------------------------- | --------- |
| Vereinigte Staaten (RIAA) | Gold                                                                   | 1.000.000 |
| Insgesamt                 | 1× Gold ·                                                              | 1.000.000 |

### Take Me Home
| Land/Region               | Auszeichnungen für Musikverkäufe (Land/Region, Auszeichnung, Verkäufe) | Verkäufe  |
| ------------------------- | ---------------------------------------------------------------------- | --------- |
| Vereinigte Staaten (RIAA) | Gold                                                                   | 1.000.000 |
| Insgesamt                 | 1× Gold ·                                                              | 1.000.000 |

### Dead Ringer for Love
| Land/Region                  | Auszeichnungen für Musikverkäufe (Land/Region, Auszeichnung, Verkäufe) | Verkäufe |
| ---------------------------- | ---------------------------------------------------------------------- | -------- |
| Vereinigtes Königreich (BPI) | Gold                                                                   | 400.000  |
| Insgesamt                    | 1× Gold ·                                                              | 400.000  |

### After All
| Land/Region               | Auszeichnungen für Musikverkäufe (Land/Region, Auszeichnung, Verkäufe) | Verkäufe |
| ------------------------- | ---------------------------------------------------------------------- | -------- |
| Vereinigte Staaten (RIAA) | Gold                                                                   | 500.000  |
| Insgesamt                 | 1× Gold ·                                                              | 500.000  |

### If I Could Turn Back Time
| Land/Region                  | Auszeichnungen für Musikverkäufe (Land/Region, Auszeichnung, Verkäufe) | Verkäufe  |
| ---------------------------- | ---------------------------------------------------------------------- | --------- |
| Australien (ARIA)            | 2× Platin                                                              | 140.000   |
| Dänemark (IFPI)              | Gold                                                                   | 45.000    |
| Neuseeland (RMNZ)            | Platin                                                                 | 30.000    |
| Vereinigte Staaten (RIAA)    | Gold                                                                   | 500.000   |
| Vereinigtes Königreich (BPI) | Platin                                                                 | 600.000   |
| Insgesamt                    | 2× Gold · 4× Platin ·                                                  | 1.315.000 |

### Just Like Jesse James
| Land/Region                  | Auszeichnungen für Musikverkäufe (Land/Region, Auszeichnung, Verkäufe) | Verkäufe |
| ---------------------------- | ---------------------------------------------------------------------- | -------- |
| Australien (ARIA)            | Gold                                                                   | 35.000   |
| Neuseeland (RMNZ)            | Gold                                                                   | 15.000   |
| Vereinigtes Königreich (BPI) | Silber                                                                 | 200.000  |
| Insgesamt                    | 1× Silber · 2× Gold ·                                                  | 250.000  |

### The Shoop Shoop Song (It’s in His Kiss)
| Land/Region                  | Auszeichnungen für Musikverkäufe (Land/Region, Auszeichnung, Verkäufe) | Verkäufe |
| ---------------------------- | ---------------------------------------------------------------------- | -------- |
| Australien (ARIA)            | Platin                                                                 | 70.000   |
| Dänemark (IFPI)              | Gold                                                                   | 45.000   |
| Deutschland (BVMI)           | Gold                                                                   | 250.000  |
| Frankreich (SNEP)            | Silber                                                                 | 125.000  |
| Neuseeland (RMNZ)            | Gold                                                                   | 7.500    |
| Österreich (IFPI)            | Gold                                                                   | 25.000   |
| Vereinigtes Königreich (BPI) | Gold                                                                   | 400.000  |
| Insgesamt                    | 1× Silber · 5× Gold · 1× Platin ·                                      | 922.500  |

### Love Can Build a Bridge
| Land/Region                  | Auszeichnungen für Musikverkäufe (Land/Region, Auszeichnung, Verkäufe) | Verkäufe |
| ---------------------------- | ---------------------------------------------------------------------- | -------- |
| Vereinigtes Königreich (BPI) | Silber                                                                 | 200.000  |
| Insgesamt                    | 1× Silber ·                                                            | 200.000  |

### Walking in Memphis
| Land/Region                  | Auszeichnungen für Musikverkäufe (Land/Region, Auszeichnung, Verkäufe) | Verkäufe |
| ---------------------------- | ---------------------------------------------------------------------- | -------- |
| Vereinigtes Königreich (BPI) | Silber                                                                 | 200.000  |
| Insgesamt                    | 1× Silber ·                                                            | 200.000  |

### Believe
| Land/Region                  | Auszeichnungen für Musikverkäufe (Land/Region, Auszeichnung, Verkäufe) | Verkäufe  |
| ---------------------------- | ---------------------------------------------------------------------- | --------- |
| Australien (ARIA)            | 3× Platin                                                              | 210.000   |
| Belgien (BRMA)               | 3× Platin                                                              | 150.000   |
| Dänemark (IFPI)              | Platin                                                                 | 90.000    |
| Deutschland (BVMI)           | 5× Gold                                                                | 1.250.000 |
| Frankreich (SNEP)            | Diamant                                                                | 750.000   |
| Italien (FIMI)               | Gold                                                                   | 25.000    |
| Neuseeland (RMNZ)            | 2× Platin                                                              | 60.000    |
| Niederlande (NVPI)           | Platin                                                                 | 75.000    |
| Norwegen (IFPI)              | 2× Platin                                                              | 40.000    |
| Österreich (IFPI)            | Platin                                                                 | 50.000    |
| Schweden (IFPI)              | 3× Platin                                                              | 90.000    |
| Schweiz (IFPI)               | Platin                                                                 | 50.000    |
| Spanien (Promusicae)         | Platin                                                                 | 60.000    |
| Vereinigte Staaten (RIAA)    | Platin                                                                 | 1.200.000 |
| Vereinigtes Königreich (BPI) | 5× Platin                                                              | 3.000.000 |
| Insgesamt                    | 2× Gold · 26× Platin · 1× Diamant ·                                    | 7.100.000 |

### Strong Enough
| Land/Region                  | Auszeichnungen für Musikverkäufe (Land/Region, Auszeichnung, Verkäufe) | Verkäufe |
| ---------------------------- | ---------------------------------------------------------------------- | -------- |
| Australien (ARIA)            | Gold                                                                   | 35.000   |
| Belgien (BRMA)               | Platin                                                                 | 50.000   |
| Deutschland (BVMI)           | Gold                                                                   | 250.000  |
| Frankreich (SNEP)            | Gold                                                                   | 250.000  |
| Vereinigtes Königreich (BPI) | Gold                                                                   | 400.000  |
| Insgesamt                    | 4× Gold · 1× Platin ·                                                  | 985.000  |

### Fernando
| Land/Region                  | Auszeichnungen für Musikverkäufe (Land/Region, Auszeichnung, Verkäufe) | Verkäufe |
| ---------------------------- | ---------------------------------------------------------------------- | -------- |
| Vereinigtes Königreich (BPI) | Silber                                                                 | 200.000  |
| Insgesamt                    | 1× Silber ·                                                            | 200.000  |

## Auszeichnungen nach Liedern

### Super Trouper
| Land/Region                  | Auszeichnungen für Musikverkäufe (Land/Region, Auszeichnung, Verkäufe) | Verkäufe |
| ---------------------------- | ---------------------------------------------------------------------- | -------- |
| Vereinigtes Königreich (BPI) | Silber                                                                 | 200.000  |
| Insgesamt                    | 1× Silber ·                                                            | 200.000  |

## Auszeichnungen nach Videoalben

### Live in Concert
| Land/Region                  | Auszeichnungen für Musikverkäufe (Land/Region, Auszeichnung, Verkäufe) | Verkäufe |
| ---------------------------- | ---------------------------------------------------------------------- | -------- |
| Argentinien (CAPIF)          | Platin                                                                 | 8.000    |
| Australien (ARIA)            | 2× Platin                                                              | 30.000   |
| Vereinigtes Königreich (BPI) | Platin                                                                 | 50.000   |
| Insgesamt                    | 4× Platin ·                                                            | 88.000   |

### Cher: The Farewell Tour
| Land/Region                  | Auszeichnungen für Musikverkäufe (Land/Region, Auszeichnung, Verkäufe) | Verkäufe |
| ---------------------------- | ---------------------------------------------------------------------- | -------- |
| Australien (ARIA)            | 8× Platin                                                              | 120.000  |
| Brasilien (PMB)              | Platin                                                                 | 125.000  |
| Deutschland (BVMI)           | Gold                                                                   | 25.000   |
| Neuseeland (RMNZ)            | Platin                                                                 | 5.000    |
| Portugal (AFP)               | Silber                                                                 | 2.000    |
| Schweden (IFPI)              | Gold                                                                   | 10.000   |
| Vereinigte Staaten (RIAA)    | 3× Platin                                                              | 300.000  |
| Vereinigtes Königreich (BPI) | Platin                                                                 | 50.000   |
| Insgesamt                    | 1× Silber · 2× Gold · 14× Platin ·                                     | 637.000  |

### The Very Best of Cher: The Video Hits Collection
| Land/Region               | Auszeichnungen für Musikverkäufe (Land/Region, Auszeichnung, Verkäufe) | Verkäufe |
| ------------------------- | ---------------------------------------------------------------------- | -------- |
| Australien (ARIA)         | Platin                                                                 | 15.000   |
| Vereinigte Staaten (RIAA) | Platin                                                                 | 100.000  |
| Insgesamt                 | 2× Platin ·                                                            | 115.000  |

## Statistik und Quellen
| Land/RegionAuszeichnungen für Musikverkäufe (Land/Region, Auszeichnungen, Verkäufe, Quellen) | Silber       | Gold       | Platin         | Diamant  | Verkäufe    | Quellen |
| -------------------------------------------------------------------------------------------- | ------------ | ---------- | -------------- | -------- | ----------- | --- |
| Argentinien (CAPIF)                                                                          | —            | Gold1      | 2× Platin2     | —        | 98.000      | capif.org.ar (Memento vom 6. Juli 2011 im Internet Archive) AR2 (Memento vom 31. Mai 2011 im Internet Archive) |
| Australien (ARIA)                                                                            | —            | 3× Gold3   | 30× Platin30   | —        | 1.600.000   | aria.com.au |
| Belgien (BRMA)                                                                               | —            | Gold1      | 5× Platin5     | —        | 275.000     | ultratop.be |
| Brasilien (PMB)                                                                              | —            | Gold1      | Platin1        | —        | 225.000     | pro-musicabr.org.br                                                                                            |
| Chile (IFPI)                                                                                 | —            | Gold1      | —              | —        | 15.000      | Einzelnachweise                                                                                                |
| Dänemark (IFPI)                                                                              | —            | 4× Gold4   | 13× Platin13   | —        | 440.000     | ifpi.dk |
| Deutschland (BVMI)                                                                           | —            | 7× Gold7   | 6× Platin6     | —        | 4.175.000   | musikindustrie.de                                                                                              |
| Europa (IFPI)                                                                                | —            | —          | 7× Platin7     | —        | (7.000.000) | ifpi.org (Memento vom 1. Januar 2014 im Internet Archive)                                                      |
| Finnland (IFPI)                                                                              | —            | 2× Gold2   | —              | —        | 69.714      | ifpi.fi |
| Frankreich (SNEP)                                                                            | Silber1      | 2× Gold2   | Platin1        | Diamant1 | 1.525.000   | infodisc.fr snepmusique.com                                                                                    |
| Griechenland (IFPI)                                                                          | —            | Gold1      | —              | —        | 15.000      | Einzelnachweise                                                                                                |
| Hongkong (IFPI/HKRIA)                                                                        | —            | Gold1      | —              | —        | 10.000      | Einzelnachweise                                                                                                |
| Indonesien (ASIRI)                                                                           | —            | —          | Platin1        | —        | 50.000      | Einzelnachweise                                                                                                |
| Irland (IRMA)                                                                                | —            | —          | 3× Platin3     | —        | 45.000      | Einzelnachweise                                                                                                |
| Israel (IFPI)                                                                                | —            | Gold1      | —              | —        | 20.000      | Einzelnachweise                                                                                                |
| Italien (FIMI)                                                                               | —            | Gold1      | 3× Platin3     | —        | 325.000     | fimi.it |
| Japan (RIAJ)                                                                                 | —            | 2× Gold2   | —              | —        | 200.000     | riaj.or.jp |
| Kanada (MC)                                                                                  | —            | 4× Gold4   | 13× Platin13   | —        | 1.470.000   | musiccanada.com                                                                                                |
| Kolumbien (ASINCOL)                                                                          | —            | Gold1      | —              | —        | 25.000      | Einzelnachweise                                                                                                |
| Malaysia (RIM)                                                                               | —            | Gold1      | —              | —        | 15.000      | Einzelnachweise                                                                                                |
| Mexiko (AMPROFON)                                                                            | —            | 2× Gold2   | —              | —        | 200.000     | amprofon.com.mx                                                                                                |
| Neuseeland (RMNZ)                                                                            | —            | 2× Gold2   | 14× Platin14   | —        | 267.500     | aotearoamusiccharts.co.nz NZ2 NZ3                                                                              |
| Niederlande (NVPI)                                                                           | —            | —          | 3× Platin3     | —        | 235.000     | nvpi.nl |
| Norwegen (IFPI)                                                                              | —            | 2× Gold2   | 3× Platin3     | —        | 240.000     | ifpi.no (Memento vom 5. November 2012 im Internet Archive)                                                     |
| Österreich (IFPI)                                                                            | —            | 2× Gold2   | 4× Platin4     | —        | 250.000     | ifpi.at |
| Polen (ZPAV)                                                                                 | —            | —          | Platin1        | —        | 100.000     | olis.pl |
| Portugal (AFP)                                                                               | Silber1      | —          | 2× Platin2     | —        | 42.000      | Einzelnachweise                                                                                                |
| Schweden (IFPI)                                                                              | —            | 3× Gold3   | 11× Platin11   | —        | 850.000     | sverigetopplistan.se                                                                                           |
| Schweiz (IFPI)                                                                               | —            | 2× Gold2   | 5× Platin5     | —        | 300.000     | hitparade.ch                                                                                                   |
| Singapur (RIAS)                                                                              | —            | Gold1      | —              | —        | 7.500       | Einzelnachweise                                                                                                |
| Spanien (Promusicae)                                                                         | —            | —          | 7× Platin7     | —        | 660.000     | elportaldemusica.es ES2                                                                                        |
| Südafrika (RISA)                                                                             | —            | —          | 2× Platin2     | —        | 100.000     | Einzelnachweise                                                                                                |
| Südkorea (KMCA)                                                                              | —            | —          | Platin1        | —        | 30.000      | Einzelnachweise                                                                                                |
| Taiwan (RIT)                                                                                 | —            | Gold1      | —              | —        | 25.000      | Einzelnachweise                                                                                                |
| Tschechien (IFPI)                                                                            | —            | Gold1      | —              | —        | 25.000      | Einzelnachweise                                                                                                |
| Thailand (TECA)                                                                              | —            | Gold1      | —              | —        | 8.000       | Einzelnachweise                                                                                                |
| Türkei (Mü-YAP)                                                                              | —            | —          | 3× Platin3     | —        | 90.000      | Einzelnachweise                                                                                                |
| Ungarn (MAHASZ)                                                                              | —            | Gold1      | Platin1        | —        | 45.000      | slagerlistak.hu                                                                                                |
| Vereinigte Staaten (RIAA)                                                                    | —            | 13× Gold13 | 15× Platin15   | —        | 21.919.000  | riaa.com |
| Vereinigtes Königreich (BPI)                                                                 | 11× Silber11 | 8× Gold8   | 19× Platin19   | —        | 10.300.000  | bpi.co.uk |
| Insgesamt                                                                                    | 13× Silber13 | 73× Gold73 | 176× Platin176 | Diamant1 |             | |